# Maraekakaho (rivière)
La rivière Maraekakaho  (en anglais : Maraekakaho River) est un cours d’eau de la région de Hawke's Bay, dans l’Île du Nord de la  Nouvelle-Zélande.

## Géographie
Elle s’écoule dans le fleuve Ngaruroro.

(en) Land Information New Zealand, « détail emplacement: Maraekakaho (rivière) », sur New Zealand Gazetteer